# Ronde van Vlaanderen 2013/Startlijst
Onderstaand het deelnemersveld van de 97e Ronde van Vlaanderen verreden op 31 maart 2013. De wedstrijd vierde dit jaar haar eeuwfeest want deze editie bestond de Ronde exact honderd jaar. De Zwitser Fabian Cancellara (RadioShack–Leopard) kwam in Oudenaarde als winnaar over de streep. Belgisch kampioen Tom Boonen (Omega Pharma–Quick-Step) droeg nummer één als titelverdediger. Boonen kwam al vroeg in de wedstrijd zwaar ten val en gaf op.

## Ploegen
| K = Kopman | DNF = Niet uitgereden | Vb. = Nationale kampioen op de weg 2012 |

### Omega Pharma–Quick-Step
1.  Tom Boonen  K DNF

2.  Sylvain Chavanel

3.  Iljo Keisse

4.  Michał Kwiatkowski

5.  Gert Steegmans DNF

6.  Zdeněk Štybar

7.  Niki Terpstra 

8.  Stijn Vandenbergh

### AG2r–La Mondiale
11.  Davide Appollonio DNF

12.  Gediminas Bagdonas  DNF

13.  Manuel Belletti DNF

14.  Steve Chainel

15.  Hugo Houle

16.  Valentin Iglinski DNF

17.  Sébastien Minard

18. —

### Astana
21.  Asan Bazajev  DNF

22.  Borut Božič 

23.  Simone Ponzi

24.  Dmitri Groezdev DNF

25.  Jacopo Guarnieri DNF

26.  Maksim Iglinski

27.  Dmitri Moeravjov

28.  Rwslan Tlewbajev DNF

### Blanco
31.  Lars Boom

32.  Rick Flens DNF

33.  Jetse Bol DNF

34.  Maarten Tjallingii

35.  Jos van Emden

36.  Sep Vanmarcke K

37.  Robert Wagner

38.  Maarten Wynants

### BMC Racing Team
41.  Adam Blythe DNF

42.  Marcus Burghardt

43.  Thor Hushovd DNF

44.  Daniel Oss

45.  Klaas Lodewyck

46.  Manuel Quinziato

47.  Michael Schär

48.  Greg Van Avermaet K

### Cannondale
51.  Peter Sagan  K 

52.  Mauro Da Dalto DNF

53.  Ted King

54.  Kristjan Koren

55.  Alan Marangoni DNF

56.  Fabio Sabatini

57.  Maciej Bodnar

58.  Elia Viviani DNF

### Euskaltel–Euskadi
61.  Peio Bilbao DNF

62.  Ricardo García DNF

63.  Juanjo Oroz

64.  Steffen Radochla DNF

65.  Adrián Sáez DNF

66.  André Schulze DNF

67.  Aleksandr Serebrjakov DNF

68.  Ioannis Tamouridis DNF

### FDJ
71.  William Bonnet DNF

72.  David Boucher DNF

73.  Mickaël Delage DNF

74.  Arnaud Démare

75.  Murilo Fischer

76.  Johan Le Bon DNF

77.  Matthieu Ladagnous

78.  Yoann Offredo K

### Garmin–Sharp
81.  Jack Bauer

82.  Tyler Farrar

83.  Andreas Klier

84.  Martijn Maaskant

85.  Raymond Kreder

86.  Jacob Rathe DNF

87.  Sébastien Rosseler DNF

88.  Johan Vansummeren K

### Katjoesja
91.  Xavier Florencio

92.  Vladimir Goesev

93.  Vladimir Isajtsjev

94.  Alexander Kristoff K

95.  Aljaksandr Koetsjynski DNF

96.  Luca Paolini

97.  Aleksej Tsatevitsj DNF

98.  Marco Haller DNF

### Lampre–Merida
101.  Mattia Cattaneo

102.  Davide Cimolai DNF

103.  Elia Favilli DNF

104.  Andrea Palini DNF

105.  Alessandro Petacchi DNF

106.  Massimo Graziato DNF

107.  Filippo Pozzato K

108.  Davide Viganò DNF

### Lotto–Belisol
111.  Jürgen Roelandts K 

112.  Vicente Reynés

113.  Frederik Willems

114.  Jens Debusschere

115.  André Greipel

116.  Tosh Van der Sande DNF

117.  Lars Ytting Bak

118.  Marcel Sieberg DNF

### Movistar
121.  Andrey Amador

122.  Alex Dowsett DNF

123.  Imanol Erviti

124.  Jesús Herrada DNF

125.  José Joaquín Rojas DNF

126.  Eloy Teruel DNF

127.  Francisco Ventoso 

128.  Giovanni Visconti DNF

### Orica–GreenEDGE
131.  Baden Cooke

132.  Mitchell Docker

133.  Matthew Goss DNF

134.  Jens Keukeleire

135.  Sebastian Langeveld K

136.  Jens Mouris DNF

137.  Stuart O'Grady DNF

138.  Fumiyuki Beppu

### RadioShack–Leopard
141.  Fabian Cancellara K 

142.  Stijn Devolder

143.  Tony Gallopin DNF

144.  Danilo Hondo

145.  Markel Irizar

146.  Hayden Roulston DNF

147.  Jaroslav Popovytsj DNF

148.  Grégory Rast

### Team Sky
151.  Edvald Boasson Hagen  K

152.  Bernhard Eisel DNF

153.  Salvatore Puccio DNF

154.  Gabriel Rasch DNF

155.  Luke Rowe

156.  Ian Stannard 

157.  Mathew Hayman DNF

158.  Geraint Thomas

### Argos–Shimano
161.  Nikias Arndt

162.  Roy Curvers

163.  Bert De Backer

164.  John Degenkolb K

165.  Koen de Kort

166.  Reinardt Janse van Rensburg

167.  Ramon Sinkeldam

168.  Will Clarke DNF

### Team Saxo–Tinkoff
171.  Daniele Bennati DNF

172.  Matti Breschel

173.  Christopher Juul-Jensen DNF

174.  Jonas Aaen Jørgensen DNF

175.  Jonathan Cantwell DNF

176.  Anders Lund

177.  Michael Mørkøv DNF

178.  Matteo Tosatto

### Vacansoleil–DCM
181.  Juan Antonio Flecha K

182.  Grega Bole

183.  Kris Boeckmans

184.  Björn Leukemans

185.  Bert-Jan Lindeman

186.  Mirko Selvaggi

187.  Boy van Poppel

188.  Wesley Kreder DNF

### Accent Jobs–Wanty
191.  Tim De Troyer DNF

192.  Jérôme Gilbert DNF

193.  Jempy Drucker DNF

194.  Roy Jans DNF

195.  Staf Scheirlinckx DNF

196.  Stefan van Dijk DNF

197.  James Vanlandschoot

198.  Benjamin Verraes

### Crelan–Euphony
201.  Christophe Prémont DNF

202.  Koen Barbé DNF

203.  Jonathan Breyne DNF

204.  Kevin Claeys DNF

205.  Kurt Hovelijnck

206.  Egidijus Juodvalkis

207.  Baptiste Planckaert DNF

208.  Maxime Vantomme

### IAM Cycling
211.  Marco Bandiera

212.  Martin Elmiger

213.  Kristof Goddaert

214.  Heinrich Haussler K

215.  Sébastien Hinault

216.  Dominic Klemme

217.  Gustav Erik Larsson

218.  Aleksejs Saramotins  DNF

### Team Europcar
221.  Björn Thurau

222.  Jérôme Cousin DNF

223.  Damien Gaudin DNF

224.  Yohann Gène DNF

225.  Vincent Jérôme

226.  David Veilleux

227.  Sébastien Turgot

228.  Thomas Voeckler K

### Team Netapp–Endura
231.  Zak Dempster DNF

232.  Russell Downing

233.  Markus Eichler

234.  Blaž Jarc DNF

235.  Andreas Schillinger

236.  Daniel Schorn DNF

237.  Paul Voss

238.  Alexander Wetterhall DNF

### Topsport Vlaanderen–Baloise
241.  Laurens De Vreese

242.  Pieter Jacobs

243.  Eliot Lietaer DNF

244.  Jarl Salomein

245.  Tom Van Asbroeck

246.  Gijs Van Hoecke

247.  Sven Vandousselaere DNF

248.  Preben Van Hecke DNF

### Vini Fantini–Selle Italia
251.  Stefano Borchi DNF

252.  Francesco Chicchi DNF

253.  Pierpaolo De Negri DNF

254.  Francesco Failli DNF

255.  Mauro Finetto DNF

256.  Oscar Gatto

257.  Kevin Hulsmans 

258.  Mattia Pozzo DNF

## Afbeeldingen

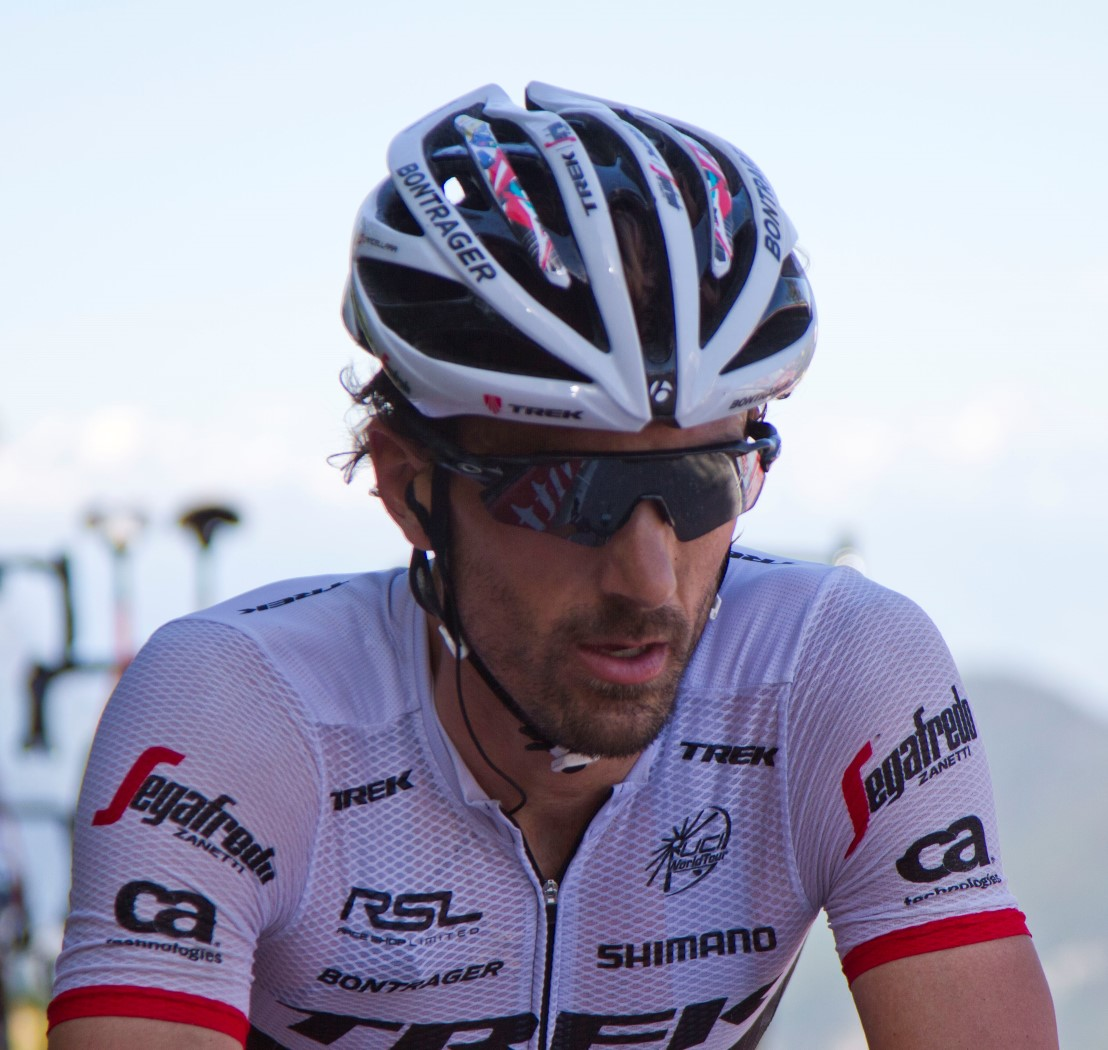
Fabian Cancellara, Ronde van Frankrijk 2016
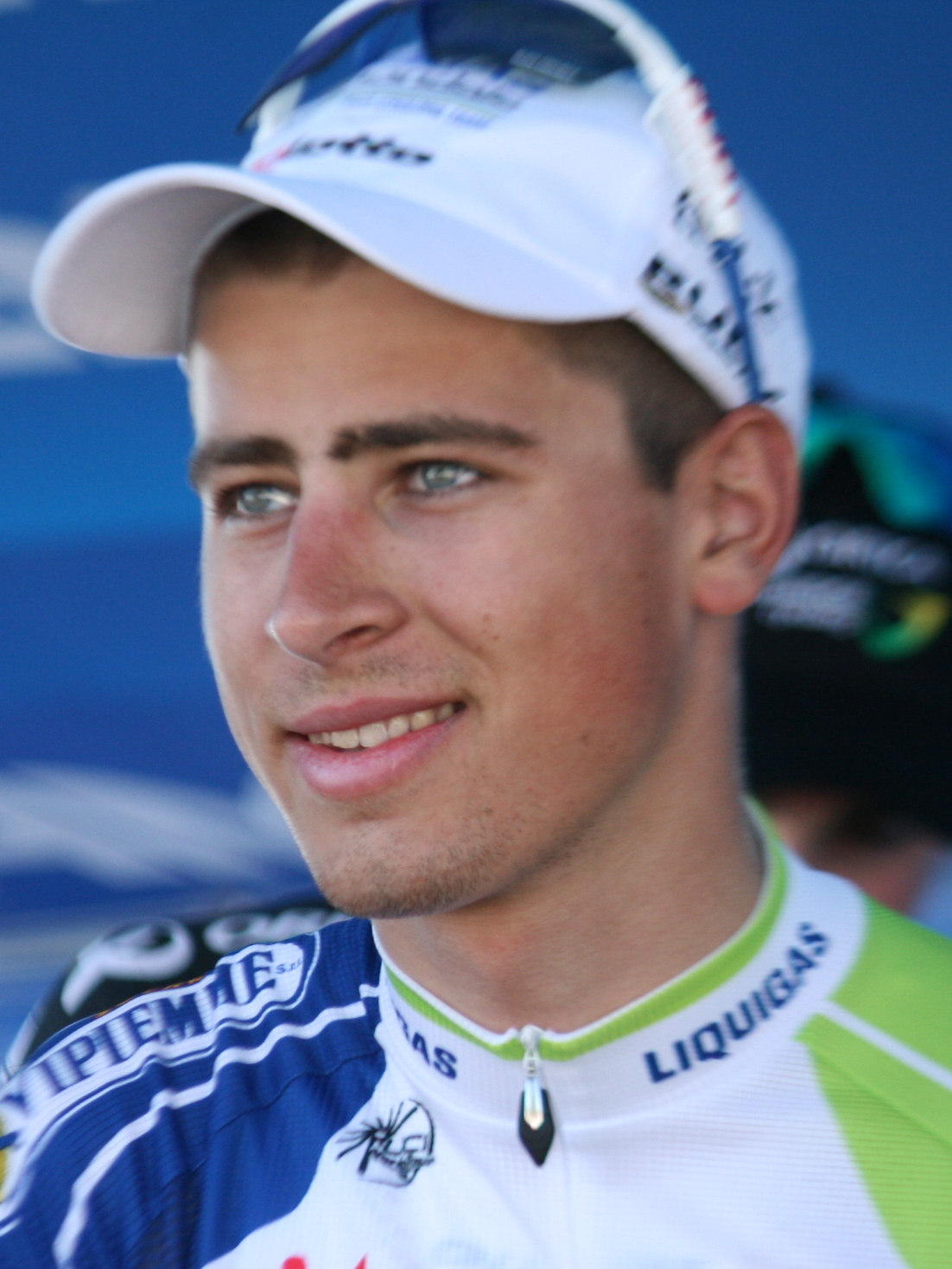
Peter Sagan, Ronde van Californië 2012
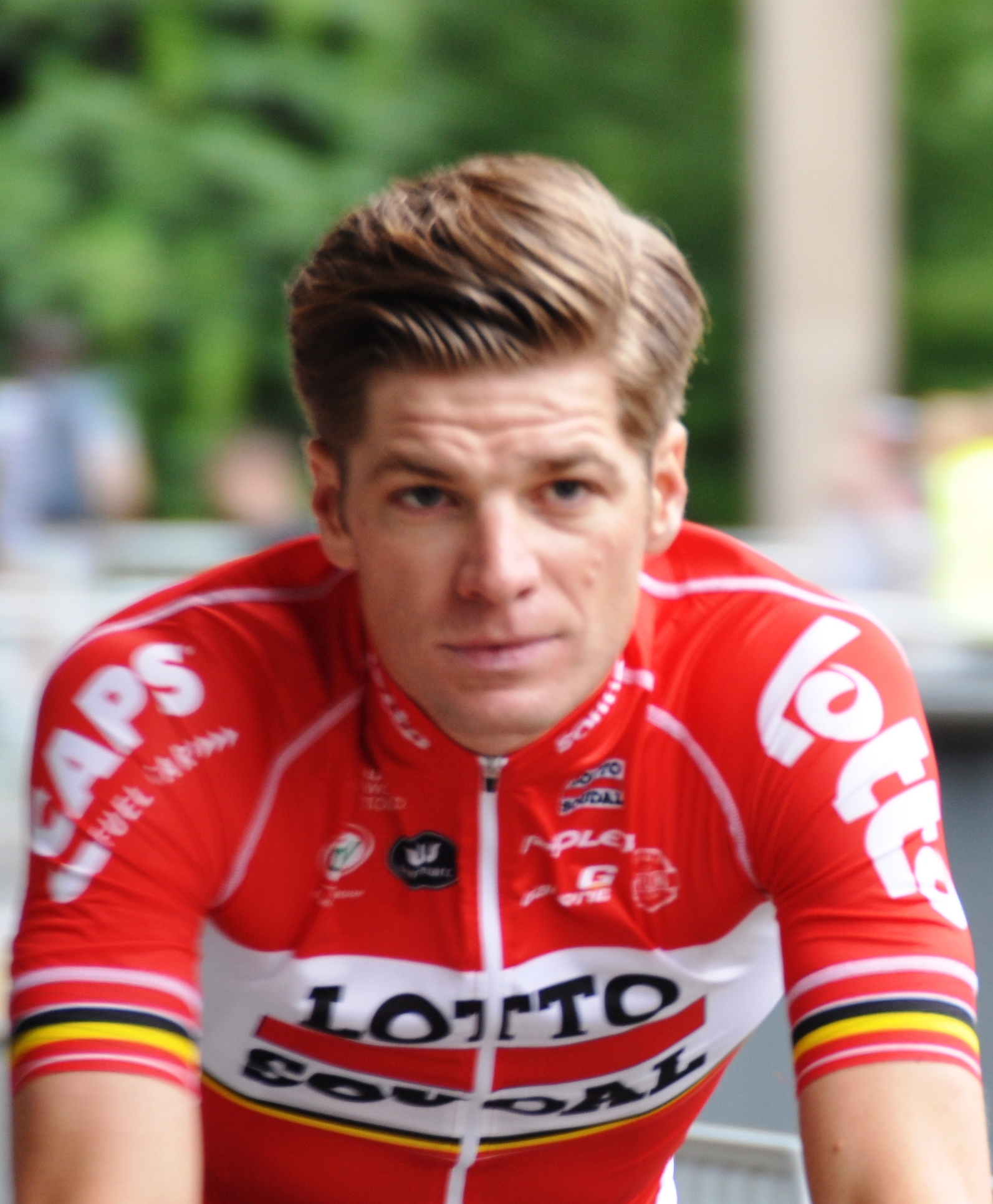
Jürgen Roelandts, Ronde van Frankrijk 2017
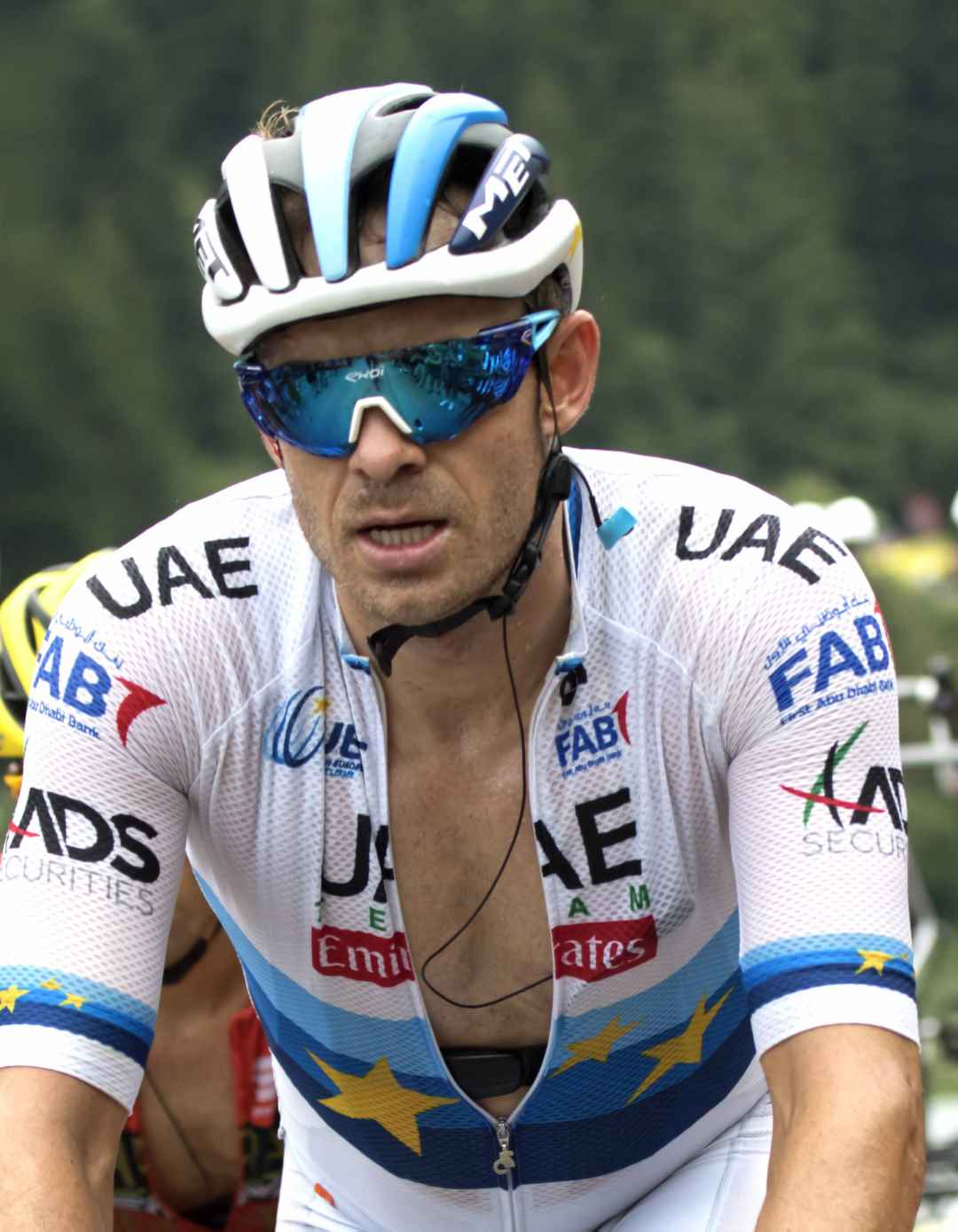
Alexander Kristoff, Ronde van Frankrijk 2018
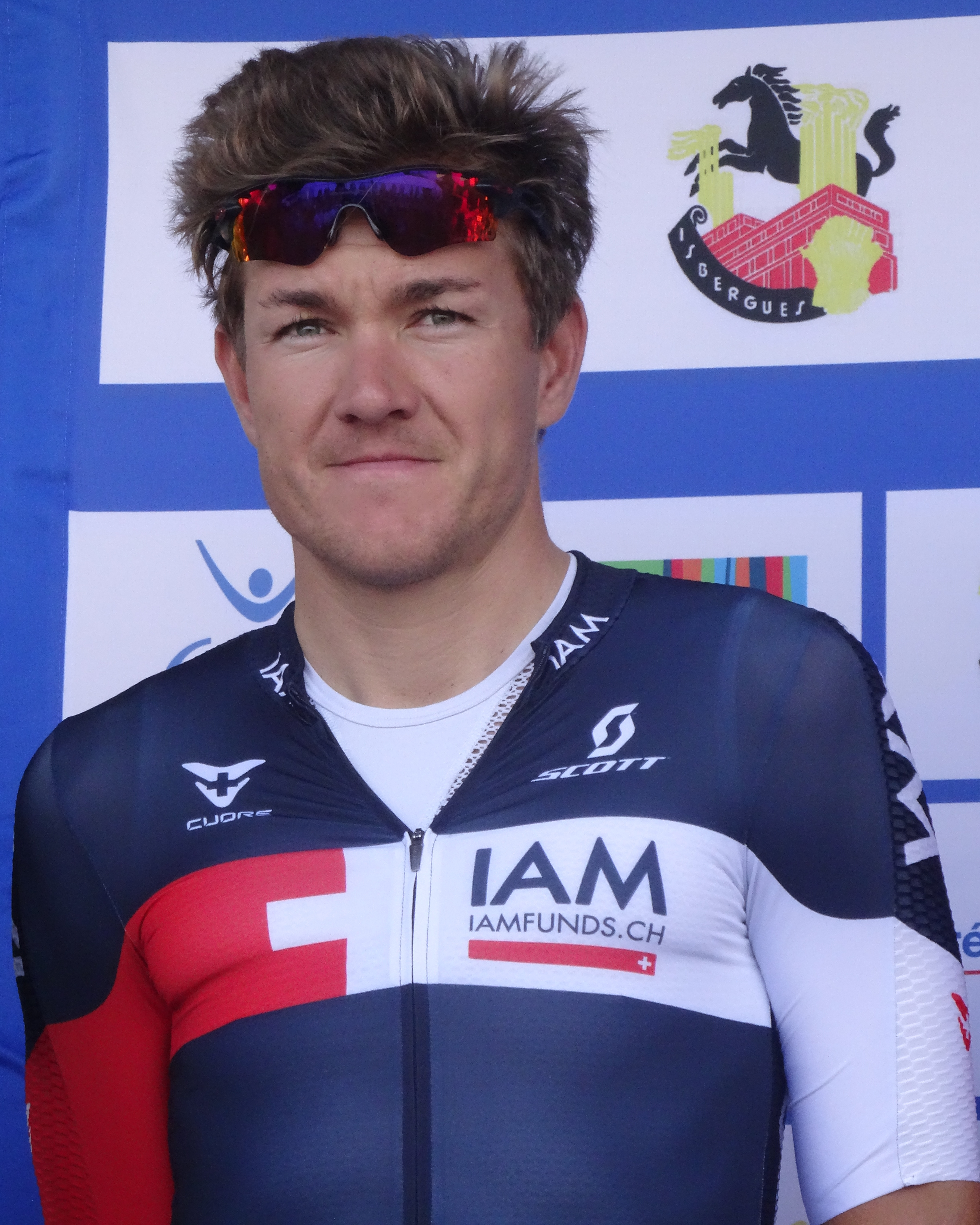
Heinrich Haussler, GP van Isbergues 2014
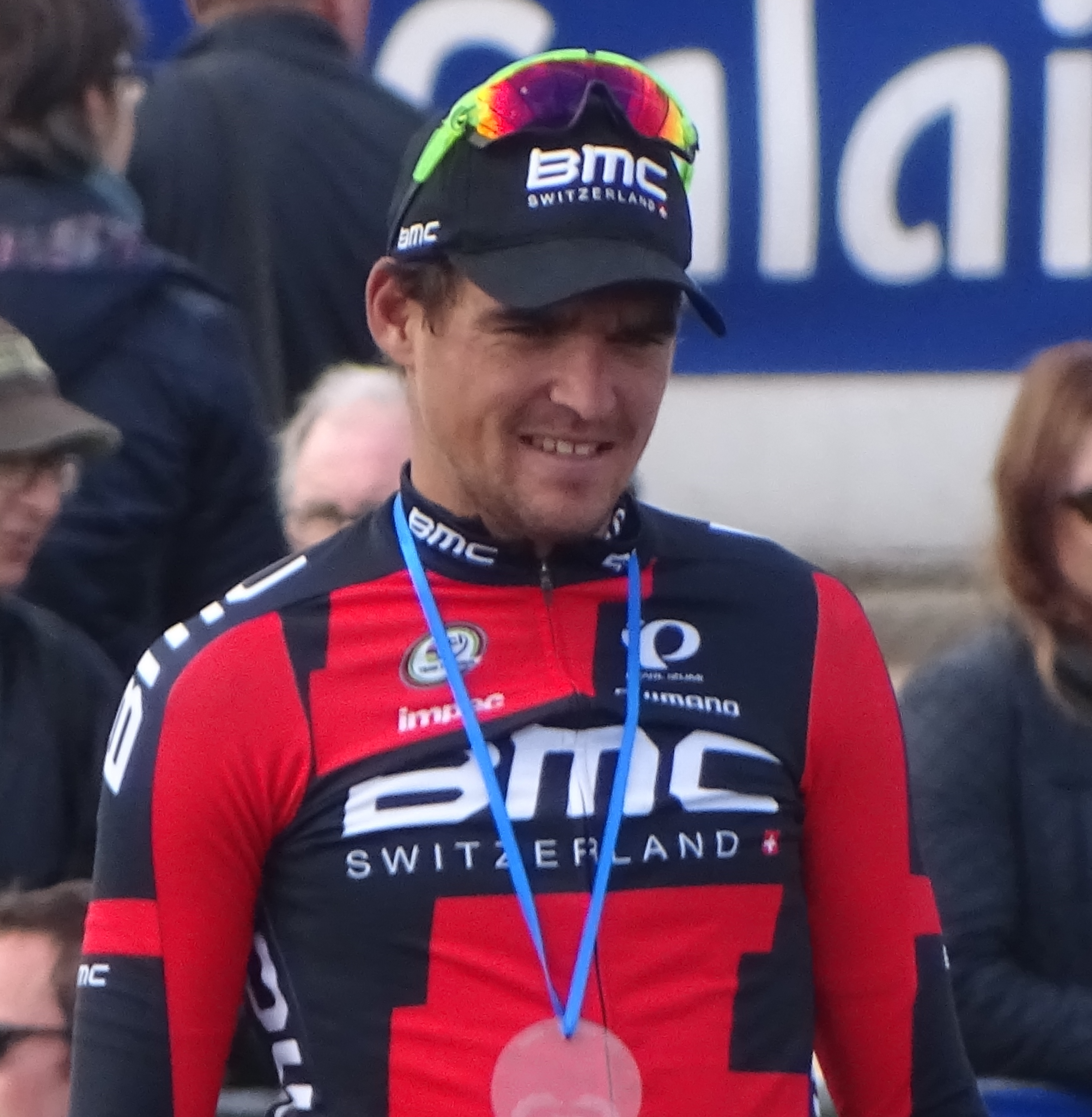
Greg Van Avermaet, Parijs-Roubaix 2015
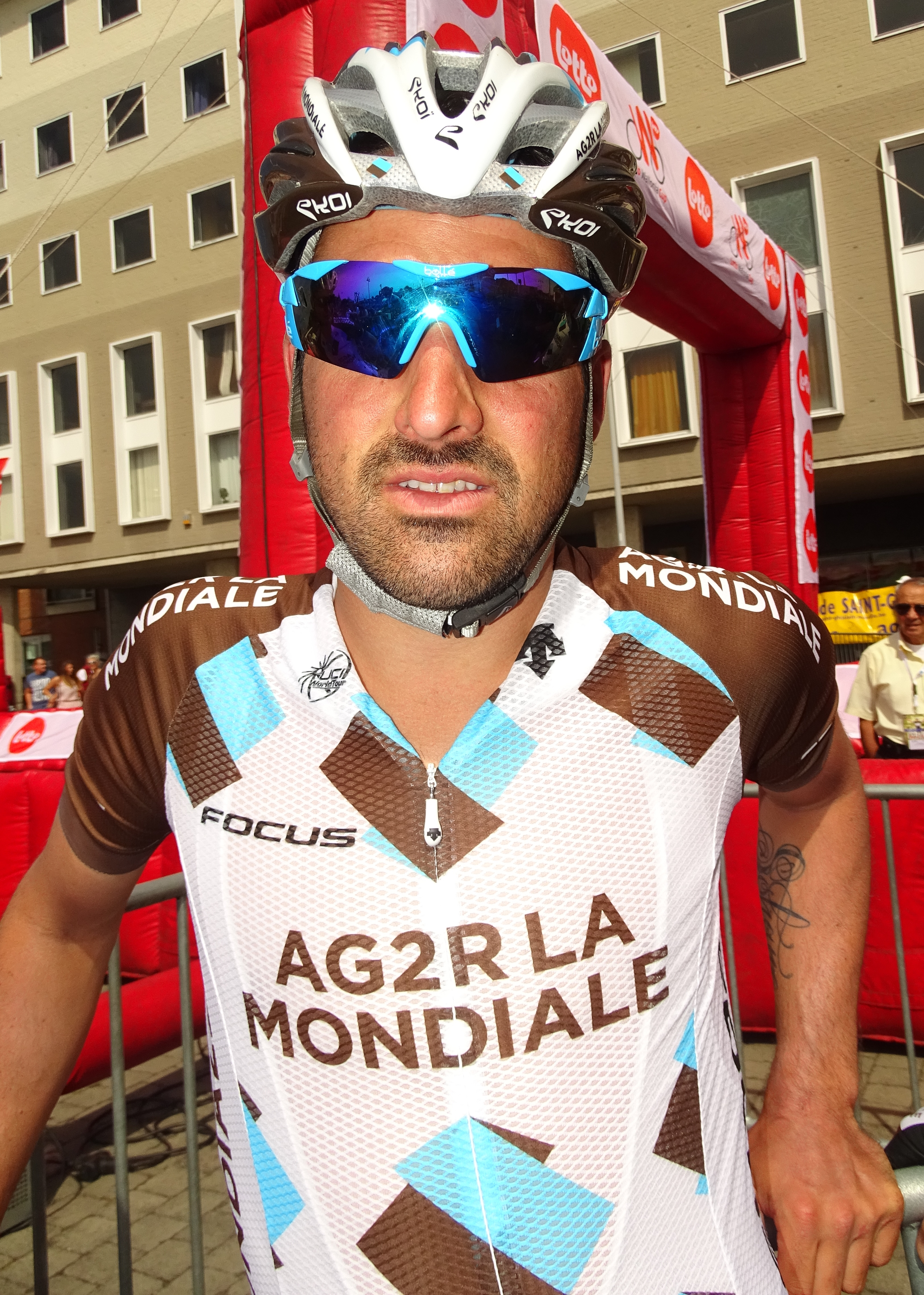
Sébastien Turgot, GP Pino Cerami 2015
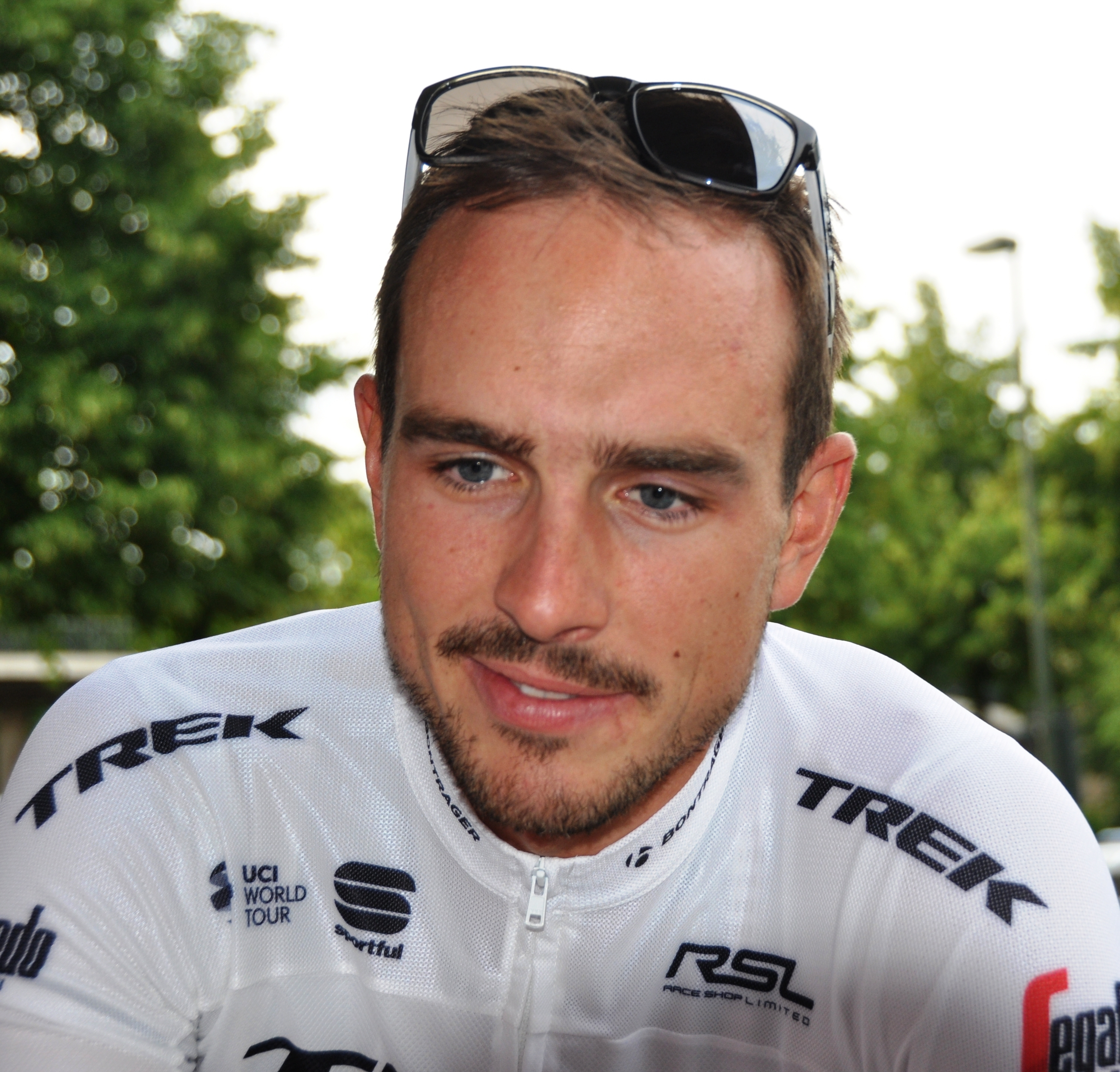
John Degenkolb, Ronde van Frankrijk 2017
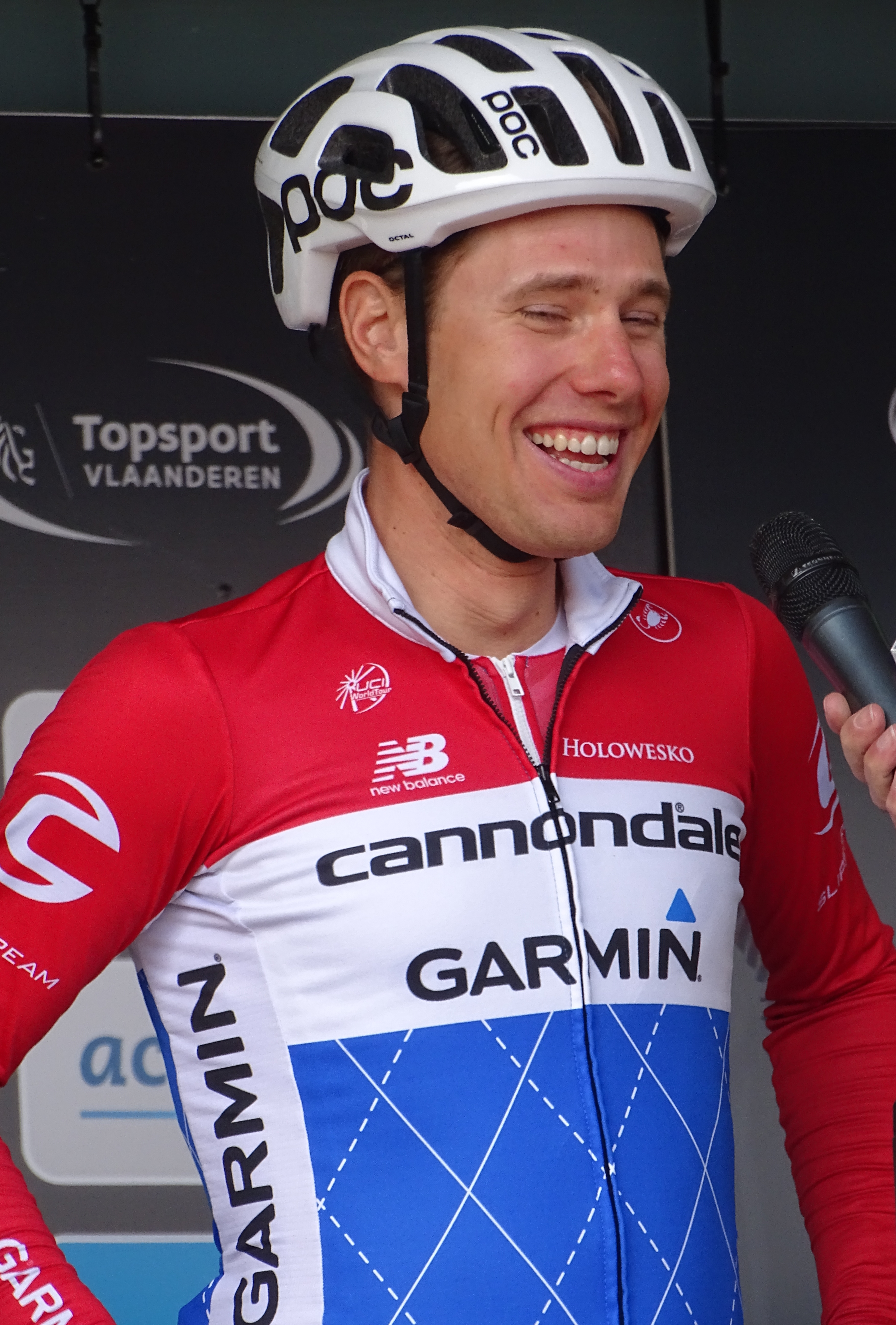
Sebastian Langeveld, Scheldeprijs 2015
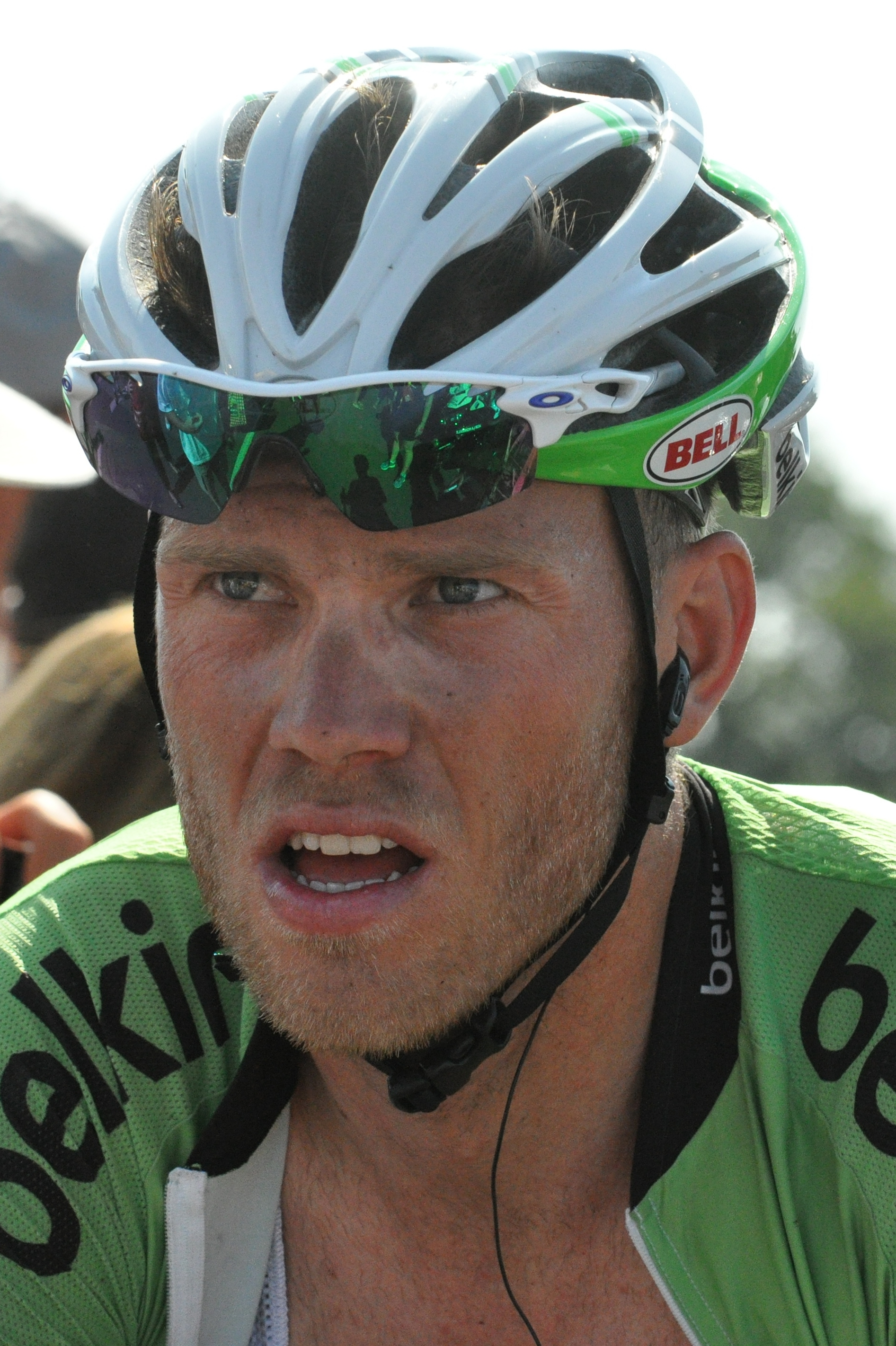
Lars Boom, Ronde van Frankrijk 2013

1913 · 
1914 · 
1915 · 
1916 · 
1917 · 
1918 · 
1919 · 
1920 · 
1921 · 
1922 · 
1923 · 
1924 · 
1925 · 
1926 · 
1927 · 
1928 · 
1929 · 
1930 · 
1931 · 
1932 · 
1933 · 
1934 · 
1935 · 
1936 · 
1937 · 
1938 · 
1939 · 
1940 · 
1941 · 
1942 · 
1943 · 
1944 · 
1945 · 
1946 · 
1947 · 
1948 · 
1949 · 
1950 · 
1951 · 
1952 · 
1953 · 
1954 · 
1955 · 
1956 · 
1957 · 
1958 · 
1959 · 
1960 · 
1961 · 
1962 · 
1963 · 
1964 · 
1965 · 
1966 · 
1967 · 
1968 · 
1969 · 
1970 · 
1971 · 
1972 · 
1973 · 
1974 · 
1975 · 
1976 · 
1977 · 
1978 · 
1979 · 
1980 · 
1981 · 
1982 · 
1983 · 
1984 · 
1985 · 
1986 · 
1987 · 
1988 · 
1989 · 
1990 · 
1991 · 
1992 · 
1993 · 
1994 · 
1995 · 
1996 · 
1997 · 
1998 · 
1999 · 
2000 · 
2001 · 
2002 · 
2003 · 
2004 · 
2005 · 
2006 · 
2007 · 
2008 · 
2009 · 
2010 · 
2011 · 
2012 · 
2013 · 
2014 · 
2015 · 
2016 · 
2017 · 
2018 · 
2019 · 
2020 · 
2021 · 
2022 · 
2023 · 
2024
Lijst van beklimmingen